# Altendorf (powiat Bamberg)
Altendorf – miejscowość i gmina w Niemczech, w kraju związkowym Bawaria, w rejencji Górna Frankonia, w regionie Oberfranken-West, w powiecie Bamberg. Leży około 13 km na południowy wschód od Bamberga, nad rzeką Regnitz i Kanałem Ren-Men-Dunaj, przy autostradzie A73 i linii kolejowej Norymberga – Lipsk.

## Dzielnice
W skład gminy wchodzą dwie dzielnice:
- Altendorf
- Seußling

## Demografia
| Rok  | Liczba mieszk. |
| ---- | -------------- |
| 1970 | 1274           |
| 1987 | 1542           |
| 2000 | 2006           |
| 2003 | 2086           |
| 2006 | 1950           |

## Religia
1555 spośród mieszkańców wyznaje katolicyzm, 287 ewangelicyzm a pozostałe 240 osób inne religie lub są ateistami.

## Oświata
(na 1999)

W gminie znajduje się 75 miejsc przedszkolnych (z 59 dziećmi) oraz szkoła podstawowa (15 nauczycieli, 322 uczniów).